# Eccellenza Lombardia 2025-2026
Il campionato italiano di calcio di Eccellenza regionale 2025-2026 è il trentacinquesimo organizzato in Italia. Rappresenta il quinto livello del calcio italiano.
Questi sono i gironi organizzati dal Comitato Regionale della regione Lombardia.

## Stagione

### Avvenimenti
A fronte delle cinque promozioni in Serie D, dalla stessa retrocedono altrettante formazioni lombarde: Arconatese, Caravaggio, Ciliverghe, Fanfulla e Magenta. Dalla Promozione salgono invece le sei vincenti dei gironi Assago, Baranzatese, Barona, Pavonese, Pianico e Vis Nova Giussano più l'Accademia Pavese vincitrice della Coppa Italia Promozione Lombardia e cinque squadre dai play-off, in ordine di graduatoria Vigevano, Besnatese, Castelleone, Poggese e Seregno. In sede di iscrizione si registra l'avvenuta fusione della Trevigliese con il Mapello neopromosso in D, che libera un posto per l'ulteriore ripescaggio dello Zingonia Verdellino. 
Il Comitato Regionale ha pubblicato i gironi venerdì 1º agosto 2025.
I calendari sono stati pubblicati giovedì 7 agosto. 
Cambi di denominazione:
- Il Ponte San Pietro cambia denominazione in Ponte San Pietro Mapello

## Girone A

### Squadre partecipanti
| Club                                 | Città                   | Stadio                                   | Stagione precedente                              |
| ------------------------------------ | ----------------------- | ---------------------------------------- | ------------------------------------------------ |
| A.S.D. Altabrianza Tavernerio A.     | Tavernerio (CO)         | Centro sportivo Angelo Borella           | 9º posto in Eccellenza/B                         |
| G.S.D. Arcellasco Città di Erba      | Erba (CO)               | Centro sportivo Lambrone                 | 8º posto in Eccellenza/B                         |
| G.S. Arconatese                      | Arconate (MI)           | Campo sportivo comunale                  | 20º posto in Serie D/B, retrocessa               |
| A.C. Ardor Lazzate                   | Lazzate (MB)            | Centro sportivo Gianni Brera             | 6º posto in Eccellenza/A                         |
| A.C.D. Besnatese                     | Besnate (VA)            | Centro sportivo comunale                 | 3º posto in Promozione/A, ripescata              |
| S.C. Caronnese S.S.D. a r.l.         | Caronno Pertusella (VA) | Stadio comunale                          | 3º posto in Eccellenza/A                         |
| A.C. Legnano S.S.D. a r.l.           | Legnano (MI)            | Stadio Giovanni Mari                     | 10º posto in Eccellenza/A                        |
| A.C.D. Lentatese                     | Lentate sul Seveso (MB) | Centro sportivo Ottavio Bugatti          | 11º posto in Eccellenza/A                        |
| A.C. Magenta                         | Magenta (MI)            | Stadio Francesco Plodari                 | 17º posto in Serie D/B, retrocesso               |
| U.S.D. Mariano Calcio                | Mariano Comense (CO)    | Centro sportivo Gilberto Citterio        | 5º posto in Eccellenza/A                         |
| F.C.D. Rhodense S.S.D. a r.l.        | Rho (MI)                | Stadio Luigi Panico                      | 4º posto in Eccellenza/A                         |
| FBC Saronno Calcio 1910              | Saronno (VA)            | Stadio Emilio Colombo-Gaetano Gianetti   | 7º posto in Eccellenza/A                         |
| A.C.D. Sedriano                      | Sedriano (MI)           | Centro sportivo comunale                 | 15º posto in Eccellenza/A, salvo dopo i play-out |
| U.S. Sestese Calcio                  | Sesto Calende (VA)      | Centro sportivo Alfredo Milano           | 8º posto in Eccellenza/A                         |
| S.S.D. a r.l. Solbiatese Calcio 1911 | Solbiate Arno (VA)      | Stadio Felice Chinetti                   | 2º posto in Eccellenza/A                         |
| A.C. Vergiatese S.S.D.R.L.           | Vergiate (VA)           | Centro sportivo Tullio & Masetto Landoni | 12º posto in Eccellenza/A                        |
| A.S.D. Vigevano Calcio 1921          | Vigevano (PV)           | Centro sportivo Cavallino-Piero Antona   | 2º posto in Promozione/F, ripescato              |
| A.S.D. Vis Nova Giussano             | Giussano (MB)           | Centro sportivo Stefano Borgonovo        | 1º posto in Promozione/B, promossa               |

### Classifica
|  | Pos. | Squadra                | Pt | G | V | N | P | GF | GS | DR |
|  | ---- | ---------------------- | -- | - | - | - | - | -- | -- | -- |
|  | 1.   | Altabrianza Tavernerio | 0  | 0 | 0 | 0 | 0 | 0  | 0  | 0  |
|  | 2.   | Arcellasco             | 0  | 0 | 0 | 0 | 0 | 0  | 0  | 0  |
|  | 3.   | Arconatese             | 0  | 0 | 0 | 0 | 0 | 0  | 0  | 0  |
|  | 4.   | Ardor Lazzate          | 0  | 0 | 0 | 0 | 0 | 0  | 0  | 0  |
|  | 5.   | Besnatese              | 0  | 0 | 0 | 0 | 0 | 0  | 0  | 0  |
|  | 6.   | Caronnese              | 0  | 0 | 0 | 0 | 0 | 0  | 0  | 0  |
|  | 7.   | Legnano                | 0  | 0 | 0 | 0 | 0 | 0  | 0  | 0  |
|  | 8.   | Lentatese              | 0  | 0 | 0 | 0 | 0 | 0  | 0  | 0  |
|  | 9.   | Magenta                | 0  | 0 | 0 | 0 | 0 | 0  | 0  | 0  |
|  | 10.  | Mariano                | 0  | 0 | 0 | 0 | 0 | 0  | 0  | 0  |
|  | 11.  | Rhodense               | 0  | 0 | 0 | 0 | 0 | 0  | 0  | 0  |
|  | 12.  | Saronno                | 0  | 0 | 0 | 0 | 0 | 0  | 0  | 0  |
|  | 13.  | Sedriano               | 0  | 0 | 0 | 0 | 0 | 0  | 0  | 0  |
|  | 14.  | Sestese                | 0  | 0 | 0 | 0 | 0 | 0  | 0  | 0  |
|  | 15.  | Solbiatese             | 0  | 0 | 0 | 0 | 0 | 0  | 0  | 0  |
|  | 16.  | Vergiatese             | 0  | 0 | 0 | 0 | 0 | 0  | 0  | 0  |
|  | 17.  | Vigevano               | 0  | 0 | 0 | 0 | 0 | 0  | 0  | 0  |
|  | 18.  | Vis Nova Giussano      | 0  | 0 | 0 | 0 | 0 | 0  | 0  | 0  |

Legenda:
      Promossa in Serie D.
      Ammessa ai play-off nazionali.
 Ai play-off o ai play-out.
      Retrocessa in Promozione.
Note:
Tre punti a vittoria, uno a pareggio, zero a sconfitta.
In caso di arrivo di due o più squadre a pari punti, la graduatoria verrà stilata secondo la classifica avulsa tra le squadre interessate che prevede, in ordine, i seguenti criteri:
- Punti negli scontri diretti
- Differenza reti negli scontri diretti
- Differenza reti generale
- Reti realizzate in generale
- Sorteggio

### Risultati

#### Tabellone
|                   | ALT  | ACL  | ARC  | ARD  | BES  | CAR  | LEG  | LEN  | MAG  | MAR  | RHO  | SAR  | SED  | SES  | SOL  | VER  | VIG  | VNG  |
| ----------------- | ---- | ---- | ---- | ---- | ---- | ---- | ---- | ---- | ---- | ---- | ---- | ---- | ---- | ---- | ---- | ---- | ---- | ---- |
| Altabrianza       | –––– | -    | -    | -    | -    | -    | -    | -    | -    | -    | -    | -    | -    | -    | -    | -    | -    | -    |
| Arcellasco        | -    | –––– | -    | -    | -    | -    | -    | -    | -    | -    | -    | -    | -    | -    | -    | -    | -    | -    |
| Arconatese        | -    | -    | –––– | -    | -    | -    | -    | -    | -    | -    | -    | -    | -    | -    | -    | -    | -    | -    |
| Ardor Lazzate     | -    | -    | -    | –––– | -    | -    | -    | -    | -    | -    | -    | -    | -    | -    | -    | -    | -    | -    |
| Besnatese         | -    | -    | -    | -    | –––– | -    | -    | -    | -    | -    | -    | -    | -    | -    | -    | -    | -    | -    |
| Caronnese         | -    | -    | -    | -    | -    | –––– | -    | -    | -    | -    | -    | -    | -    | -    | -    | -    | -    | -    |
| Legnano           | -    | -    | -    | -    | -    | -    | –––– | -    | -    | -    | -    | -    | -    | -    | -    | -    | -    | -    |
| Lentatese         | -    | -    | -    | -    | -    | -    | -    | –––– | -    | -    | -    | -    | -    | -    | -    | -    | -    | -    |
| Magenta           | -    | -    | -    | -    | -    | -    | -    | -    | –––– | -    | -    | -    | -    | -    | -    | -    | -    | -    |
| Mariano           | -    | -    | -    | -    | -    | -    | -    | -    | -    | –––– | -    | -    | -    | -    | -    | -    | -    | -    |
| Rhodense          | -    | -    | -    | -    | -    | -    | -    | -    | -    | -    | –––– | -    | -    | -    | -    | -    | -    | -    |
| Saronno           | -    | -    | -    | -    | -    | -    | -    | -    | -    | -    | -    | –––– | -    | -    | -    | -    | -    | -    |
| Sedriano          | -    | -    | -    | -    | -    | -    | -    | -    | -    | -    | -    | -    | –––– | -    | -    | -    | -    | -    |
| Sestese           | -    | -    | -    | -    | -    | -    | -    | -    | -    | -    | -    | -    | -    | –––– | -    | -    | -    | -    |
| Solbiatese        | -    | -    | -    | -    | -    | -    | -    | -    | -    | -    | -    | -    | -    | -    | –––– | -    | -    | -    |
| Vergiatese        | -    | -    | -    | -    | -    | -    | -    | -    | -    | -    | -    | -    | -    | -    | -    | –––– | -    | -    |
| Vigevano          | -    | -    | -    | -    | -    | -    | -    | -    | -    | -    | -    | -    | -    | -    | -    | -    | –––– | -    |
| Vis Nova Giussano | -    | -    | -    | -    | -    | -    | -    | -    | -    | -    | -    | -    | -    | -    | -    | -    | -    | –––– |

## Girone B

### Squadre partecipanti
| Club                                 | Città                           | Stadio                                  | Stagione precedente                                                                         |
| ------------------------------------ | ------------------------------- | --------------------------------------- | ------------------------------------------------------------------------------------------- |
| A.S.D. Accademia Pavese              | Sant'Alessio con Vialone (PV)   | Stadio Carlo-Davide-Giampiero           | 4º posto in Promozione/F, ripescata come vincitrice della Coppa Italia Promozione Lombardia |
| G.S. Assago A.S.D.                   | Assago (MI)                     | Centro sportivo comunale                | 1º posto in Promozione/F, promosso                                                          |
| Pol.D. Baranzatese 1948              | Baranzate (MI)                  | Centro sportivo Giovanni Raffin         | 1º posto in Promozione/A, promossa                                                          |
| S.S.D. a r.l. Barona Sporting 1971   | Milano (Barona)                 | Centro sportivo San Paolino             | 1º posto in Promozione/E, promosso                                                          |
| Accademy Calvairate 1946             | Milano (Calvairate)             | Centro sportivo Don Giussani (Segrate)  | 7º posto in Eccellenza/B                                                                    |
| U.S.D. Caravaggio                    | Caravaggio (BG)                 | Stadio comunale                         | 16º posto in Serie D/C, retrocesso dopo il play-out                                         |
| F.B.C. Casteggio 1898 A.S.D.         | Casteggio (PV)                  | Stadio comunale                         | 13º posto in Eccellenza/A                                                                   |
| F.C. Cinisello                       | Cinisello Balsamo (MI)          | Centro sportivo Gaetano Scirea          | 9º posto in Eccellenza/A                                                                    |
| U.S.D. Cisanese                      | Cisano Bergamasco (BG)          | Centro sportivo comunale                | 3º posto in Eccellenza/B                                                                    |
| A.S.D. R.C. Codogno 1908             | Codogno (LO)                    | Stadio Fratelli Molinari                | 5º posto in Eccellenza/B                                                                    |
| A.S.D. Fanfulla                      | Lodi                            | Stadio Dossenina                        | 18º posto in Serie D/B, retrocesso                                                          |
| F.C.D. Fucina di Muggiò              | Muggiò (MB)                     | Stadio Superga 1949                     | 14º posto in Eccellenza/B, salvo dopo i play-out                                            |
| A.S.D. Lemine Almenno Calcio         | Almenno San Salvatore (BG)      | Centro sportivo Fratelli Pedretti       | 10º posto in Eccellenza/B                                                                   |
| S.S.D. A.C. Ponte San Pietro Mapello | Mapello e Ponte San Pietro (BG) | Stadio Matteo Legler (Ponte San Pietro) | 6º posto in Eccellenza/B                                                                    |
| Seregno FBC SSD a r.l.               | Seregno (MB)                    | Stadio Ferruccio                        | 2º posto in Promozione/B, ripescato                                                         |
| U.S.D. Tribiano                      | Tribiano (MI)                   | Centro sportivo Livio Pisati            | 11º posto in Eccellenza/B                                                                   |
| S.S.D. Tritium Calcio 1908 a r.l.    | Trezzo sull'Adda (MI)           | Stadio La Rocca                         | 12º posto in Eccellenza/B                                                                   |
| A.S.D. Zingonia Verdellino           | Verdellino e Zingonia (BG)      | Centro sportivo comunale (Verdellino)   | 2º posto in Promozione/C, ripescato                                                         |

### Classifica
|  | Pos. | Squadra                  | Pt | G | V | N | P | GF | GS | DR |
|  | ---- | ------------------------ | -- | - | - | - | - | -- | -- | -- |
|  | 1.   | Accademia Pavese         | 0  | 0 | 0 | 0 | 0 | 0  | 0  | 0  |
|  | 2.   | Assago                   | 0  | 0 | 0 | 0 | 0 | 0  | 0  | 0  |
|  | 3.   | Baranzatese              | 0  | 0 | 0 | 0 | 0 | 0  | 0  | 0  |
|  | 4.   | Barona                   | 0  | 0 | 0 | 0 | 0 | 0  | 0  | 0  |
|  | 5.   | Calvairate               | 0  | 0 | 0 | 0 | 0 | 0  | 0  | 0  |
|  | 6.   | Caravaggio               | 0  | 0 | 0 | 0 | 0 | 0  | 0  | 0  |
|  | 7.   | Casteggio                | 0  | 0 | 0 | 0 | 0 | 0  | 0  | 0  |
|  | 8.   | Cinisello                | 0  | 0 | 0 | 0 | 0 | 0  | 0  | 0  |
|  | 9.   | Cisanese                 | 0  | 0 | 0 | 0 | 0 | 0  | 0  | 0  |
|  | 10.  | Codogno                  | 0  | 0 | 0 | 0 | 0 | 0  | 0  | 0  |
|  | 11.  | Fanfulla                 | 0  | 0 | 0 | 0 | 0 | 0  | 0  | 0  |
|  | 12.  | Fucina                   | 0  | 0 | 0 | 0 | 0 | 0  | 0  | 0  |
|  | 13.  | Lemine Almenno           | 0  | 0 | 0 | 0 | 0 | 0  | 0  | 0  |
|  | 14.  | Ponte San Pietro Mapello | 0  | 0 | 0 | 0 | 0 | 0  | 0  | 0  |
|  | 15.  | Seregno                  | 0  | 0 | 0 | 0 | 0 | 0  | 0  | 0  |
|  | 16.  | Tribiano                 | 0  | 0 | 0 | 0 | 0 | 0  | 0  | 0  |
|  | 17.  | Tritium                  | 0  | 0 | 0 | 0 | 0 | 0  | 0  | 0  |
|  | 18.  | Zingonia Verdellino      | 0  | 0 | 0 | 0 | 0 | 0  | 0  | 0  |

Legenda:
      Promossa in Serie D.
      Ammessa ai play-off nazionali.
 Ai play-off o ai play-out.
      Retrocessa in Promozione.
Note:
Tre punti a vittoria, uno a pareggio, zero a sconfitta.
In caso di arrivo di due o più squadre a pari punti, la graduatoria verrà stilata secondo la classifica avulsa tra le squadre interessate che prevede, in ordine, i seguenti criteri:
- Punti negli scontri diretti
- Differenza reti negli scontri diretti
- Differenza reti generale
- Reti realizzate in generale
- Sorteggio

### Risultati

#### Tabellone
|                     | APV  | ASS  | BRZ  | BAR  | CAL  | CAR  | CAS  | CIN  | CIS  | COD  | FAN  | FUC  | LEM  | PSP  | SER  | TRB  | TRI  | ZVE  |
| ------------------- | ---- | ---- | ---- | ---- | ---- | ---- | ---- | ---- | ---- | ---- | ---- | ---- | ---- | ---- | ---- | ---- | ---- | ---- |
| Accademia Pavese    | –––– | -    | -    | -    | -    | -    | -    | -    | -    | -    | -    | -    | -    | -    | -    | -    | -    | -    |
| Assago              | -    | –––– | -    | -    | -    | -    | -    | -    | -    | -    | -    | -    | -    | -    | -    | -    | -    | -    |
| Baranzatese         | -    | -    | –––– | -    | -    | -    | -    | -    | -    | -    | -    | -    | -    | -    | -    | -    | -    | -    |
| Barona              | -    | -    | -    | –––– | -    | -    | -    | -    | -    | -    | -    | -    | -    | -    | -    | -    | -    | -    |
| Calvairate          | -    | -    | -    | -    | –––– | -    | -    | -    | -    | -    | -    | -    | -    | -    | -    | -    | -    | -    |
| Caravaggio          | -    | -    | -    | -    | -    | –––– | -    | -    | -    | -    | -    | -    | -    | -    | -    | -    | -    | -    |
| Casteggio           | -    | -    | -    | -    | -    | -    | –––– | -    | -    | -    | -    | -    | -    | -    | -    | -    | -    | -    |
| Cinisello           | -    | -    | -    | -    | -    | -    | -    | –––– | -    | -    | -    | -    | -    | -    | -    | -    | -    | -    |
| Cisanese            | -    | -    | -    | -    | -    | -    | -    | -    | –––– | -    | -    | -    | -    | -    | -    | -    | -    | -    |
| Codogno             | -    | -    | -    | -    | -    | -    | -    | -    | -    | –––– | -    | -    | -    | -    | -    | -    | -    | -    |
| Fanfulla            | -    | -    | -    | -    | -    | -    | -    | -    | -    | -    | –––– | -    | -    | -    | -    | -    | -    | -    |
| Fucina              | -    | -    | -    | -    | -    | -    | -    | -    | -    | -    | -    | –––– | -    | -    | -    | -    | -    | -    |
| Lemine Almenno      | -    | -    | -    | -    | -    | -    | -    | -    | -    | -    | -    | -    | –––– | -    | -    | -    | -    | -    |
| Ponte S.P. Mapello  | -    | -    | -    | -    | -    | -    | -    | -    | -    | -    | -    | -    | -    | –––– | -    | -    | -    | -    |
| Seregno             | -    | -    | -    | -    | -    | -    | -    | -    | -    | -    | -    | -    | -    | -    | –––– | -    | -    | -    |
| Tribiano            | -    | -    | -    | -    | -    | -    | -    | -    | -    | -    | -    | -    | -    | -    | -    | –––– | -    | -    |
| Tritium             | -    | -    | -    | -    | -    | -    | -    | -    | -    | -    | -    | -    | -    | -    | -    | -    | –––– | -    |
| Zingonia Verdellino | -    | -    | -    | -    | -    | -    | -    | -    | -    | -    | -    | -    | -    | -    | -    | -    | -    | –––– |

## Girone C

### Squadre partecipanti
| Club                            | Città                                         | Stadio                                        | Stagione precedente                 |
| ------------------------------- | --------------------------------------------- | --------------------------------------------- | ----------------------------------- |
| A.S.D. BSV Garda                | Bedizzole, Padenghe sul Garda e Sirmione (BS) | Campo sportivo Gian Pietro Siboni (Bedizzole) | 9º posto in Eccellenza/C            |
| F.C. Carpenedolo S.S.D. s.r.l   | Carpenedolo (BS)                              | Stadio Mundial '82                            | 3º posto in Eccellenza/C            |
| A.C. Castellana C.G. S.S.D.     | Castel Goffredo (MN)                          | Centro sportivo comunale                      | 7º posto in Eccellenza/C            |
| F.C. Castelleone                | Castelleone (CR)                              | Centro sportivo Dosso                         | 2º posto in Promozione/E, ripescato |
| F.C. Castiglione A.S.D.         | Castiglione delle Stiviere (MN)               | Stadio Ugo Lusetti                            | 14º posto in Eccellenza/C           |
| A.S.D. CazzagoBornato Calcio    | Bornato di Cazzago San Martino (BS)           | Campo sportivo comunale                       | 10º posto in Eccellenza/C           |
| A.S.D. Cellatica                | Cellatica (BS)                                | Centro sportivo comunale                      | 11º posto in Eccellenza/C           |
| Pol. Ciliverghe Mazzano         | Ciliverghe di Mazzano (BS)                    | Centro sportivo Sterilgarda                   | 19º posto in Serie D/B, retrocesso  |
| Città di Albino S.S.D a r.l.    | Albino (BG)                                   | Centro sportivo Falco                         | 12º posto in Eccellenza/C           |
| S.S.D. a r.l. Colognese         | Cologno al Serio (BG)                         | Centro sportivo Giacinto Facchetti            | 13º posto in Eccellenza/B           |
| U.S. Darfo Boario s.r.l. S.S.D. | Darfo Boario Terme (BS)                       | Stadio comunale                               | 13º posto in Eccellenza/C           |
| A.S.D. Juvenes Pradalunghese    | Pradalunga (BG)                               | Campo sportivo comunale (Casnigo)             | 5º posto in Eccellenza/C            |
| U.S. Offanenghese A.S.D.        | Offanengo (CR)                                | Campo sportivo Nuovo Comunale                 | 4º posto in Eccellenza/C            |
| A.S.D. Orceana Calcio           | Orzinuovi (BS)                                | Centro sportivo comunale                      | 6º posto in Eccellenza/C            |
| A.S.D. Calcio Pavonese          | Pavone del Mella (BS)                         | Campo sportivo Guido Farina                   | 1º posto in Promozione/D, promossa  |
| Pianico U.S. A.S.D.             | Pianico (BG)                                  | Centro sportivo comunale                      | 1º posto in Promozione/C, promosso  |
| A.C.D. Poggese X Ray One        | Poggio Rusco (MN)                             | Stadio comunale                               | 3º posto in Promozione/D, ripescata |
| U.S.D. Soncinese                | Soncino (CR)                                  | Campo sportivo comunale                       | 8º posto in Eccellenza/C            |

### Classifica
|  | Pos. | Squadra               | Pt | G | V | N | P | GF | GS | DR |
|  | ---- | --------------------- | -- | - | - | - | - | -- | -- | -- |
|  | 1.   | BSV Garda             | 0  | 0 | 0 | 0 | 0 | 0  | 0  | 0  |
|  | 2.   | Carpenedolo           | 0  | 0 | 0 | 0 | 0 | 0  | 0  | 0  |
|  | 3.   | Castellana            | 0  | 0 | 0 | 0 | 0 | 0  | 0  | 0  |
|  | 4.   | Castelleone           | 0  | 0 | 0 | 0 | 0 | 0  | 0  | 0  |
|  | 5.   | Castiglione           | 0  | 0 | 0 | 0 | 0 | 0  | 0  | 0  |
|  | 6.   | CazzagoBornato        | 0  | 0 | 0 | 0 | 0 | 0  | 0  | 0  |
|  | 7.   | Cellatica             | 0  | 0 | 0 | 0 | 0 | 0  | 0  | 0  |
|  | 8.   | Ciliverghe            | 0  | 0 | 0 | 0 | 0 | 0  | 0  | 0  |
|  | 9.   | Città di Albino       | 0  | 0 | 0 | 0 | 0 | 0  | 0  | 0  |
|  | 10.  | Colognese             | 0  | 0 | 0 | 0 | 0 | 0  | 0  | 0  |
|  | 11.  | Darfo Boario          | 0  | 0 | 0 | 0 | 0 | 0  | 0  | 0  |
|  | 12.  | Juvenes Pradalunghese | 0  | 0 | 0 | 0 | 0 | 0  | 0  | 0  |
|  | 13.  | Offanenghese          | 0  | 0 | 0 | 0 | 0 | 0  | 0  | 0  |
|  | 14.  | Orceana               | 0  | 0 | 0 | 0 | 0 | 0  | 0  | 0  |
|  | 15.  | Pavonese              | 0  | 0 | 0 | 0 | 0 | 0  | 0  | 0  |
|  | 16.  | Pianico               | 0  | 0 | 0 | 0 | 0 | 0  | 0  | 0  |
|  | 17.  | Poggese               | 0  | 0 | 0 | 0 | 0 | 0  | 0  | 0  |
|  | 18.  | Soncinese             | 0  | 0 | 0 | 0 | 0 | 0  | 0  | 0  |

Legenda:
      Promossa in Serie D.
      Ammessa ai play-off nazionali.
 Ai play-off o ai play-out.
      Retrocessa in Promozione.
Note:
Tre punti a vittoria, uno a pareggio, zero a sconfitta.
In caso di arrivo di due o più squadre a pari punti, la graduatoria verrà stilata secondo la classifica avulsa tra le squadre interessate che prevede, in ordine, i seguenti criteri:
- Punti negli scontri diretti
- Differenza reti negli scontri diretti
- Differenza reti generale
- Reti realizzate in generale
- Sorteggio

### Risultati

#### Tabellone
|                       | BSV  | CAR  | CAS  | CLN  | CGL  | CAZ  | CEL  | CIL  | CDA  | COL  | DAR  | JPR  | OFF  | ORC  | PAV  | PIA  | POG  | SON  |
| --------------------- | ---- | ---- | ---- | ---- | ---- | ---- | ---- | ---- | ---- | ---- | ---- | ---- | ---- | ---- | ---- | ---- | ---- | ---- |
| BSV Garda             | –––– | -    | -    | -    | -    | -    | -    | -    | -    | -    | -    | -    | -    | -    | -    | -    | -    | -    |
| Carpenedolo           | -    | –––– | -    | -    | -    | -    | -    | -    | -    | -    | -    | -    | -    | -    | -    | -    | -    | -    |
| Castellana            | -    | -    | –––– | -    | -    | -    | -    | -    | -    | -    | -    | -    | -    | -    | -    | -    | -    | -    |
| Castelleone           | -    | -    | -    | –––– | -    | -    | -    | -    | -    | -    | -    | -    | -    | -    | -    | -    | -    | -    |
| Castiglione           | -    | -    | -    | -    | –––– | -    | -    | -    | -    | -    | -    | -    | -    | -    | -    | -    | -    | -    |
| CazzagoBornato        | -    | -    | -    | -    | -    | –––– | -    | -    | -    | -    | -    | -    | -    | -    | -    | -    | -    | -    |
| Cellatica             | -    | -    | -    | -    | -    | -    | –––– | -    | -    | -    | -    | -    | -    | -    | -    | -    | -    | -    |
| Ciliverghe            | -    | -    | -    | -    | -    | -    | -    | –––– | -    | -    | -    | -    | -    | -    | -    | -    | -    | -    |
| Città di Albino       | -    | -    | -    | -    | -    | -    | -    | -    | –––– | -    | -    | -    | -    | -    | -    | -    | -    | -    |
| Colognese             | -    | -    | -    | -    | -    | -    | -    | -    | -    | –––– | -    | -    | -    | -    | -    | -    | -    | -    |
| Darfo Boario          | -    | -    | -    | -    | -    | -    | -    | -    | -    | -    | –––– | -    | -    | -    | -    | -    | -    | -    |
| Juvenes Pradalunghese | -    | -    | -    | -    | -    | -    | -    | -    | -    | -    | -    | –––– | -    | -    | -    | -    | -    | -    |
| Offanenghese          | -    | -    | -    | -    | -    | -    | -    | -    | -    | -    | -    | -    | –––– | -    | -    | -    | -    | -    |
| Orceana               | -    | -    | -    | -    | -    | -    | -    | -    | -    | -    | -    | -    | -    | –––– | -    | -    | -    | -    |
| Pavonese              | -    | -    | -    | -    | -    | -    | -    | -    | -    | -    | -    | -    | -    | -    | –––– | -    | -    | -    |
| Pianico               | -    | -    | -    | -    | -    | -    | -    | -    | -    | -    | -    | -    | -    | -    | -    | –––– | -    | -    |
| Poggese               | -    | -    | -    | -    | -    | -    | -    | -    | -    | -    | -    | -    | -    | -    | -    | -    | –––– | -    |
| Soncinese             | -    | -    | -    | -    | -    | -    | -    | -    | -    | -    | -    | -    | -    | -    | -    | -    | -    | –––– |